# Vikingernes ekspansion
Vikingernes ekspansion var en proces, hvor vikinger fra Skandinavien sejlede over det meste af Nordatlanten, rundt i hele Europa og nåede så langt syd som Nordafrika, mod øst til Rusland, Konstantinopel og Mellemøsten. Under Leif den Lykkelige, der var søn af Erik den Røde, nåede de til Nordamerika, hvor de etablerede en kortlivet bosættelse i det område, som i dag kaldes L'Anse aux Meadows i Newfoundland and Labrador i Canada. Mere permanente og stabile bosættelser blev etableret i Grønland, Island, Færøerne, Storbritannien og Normandiet, hvor Rurik fik tildelt området af landets regent. Perioden varede fra det første beskrevne angreb i 793 på Lindisfarne i England og op i 1200-tallet. Orkney- og Shetlandsøerne var de sidste af vikingernes erobringer, der kom tilbage på skotsk hånd i 1468.
Vikingerne rejste som plyndringsfolk, handlende, bosættere og købmænd.
Der er flere teorier om årsagen til vikingernes ekspansion, som inkluderer overbefolkning, mangel på frugtbar jord, hævn for kristendommens ekspansion, nye handelsruter, mangel for muligheder for andre end den førstefødte i familien og prestige i at eje land. Sandsynligvis er det en kombination af flere af disse.
Byen Dublin blev grundlagt af vikingerne som udgangspunkt for plyndringer, og hele England var under vikingestyre i en periode i 1000-tallet.
Bosætterne blev efterhånden en del af befolkningen og stiftede familie med de lokale. Særligt Storbritannien og Irland blev præget af vikingerne, og mange by- og stednavne stammer fra vikingernes ekspansion. Desuden har mange ord i det moderne engelske sprog en norrøn oprindelse. Deres genetiske spor findes i dag de steder, hvor de kom frem, og særligt hvor de bosatte sig.

## Motivation for ekspansionen
Blandt historikere er der debat om, hvad der igangsatte vikingernes ekspansion. En udbredt opfattelse er, at det var ønske om hævn mod de øvrige europæiske lande længere mod syd, som tidligere havde invaderet vikingernes hjemlande. Dette tæller bl.a. Karl den Stores felttog for at tvinge de hedenske skandinaver til at omvende sig til kristendommen ved at dræbe enhver, der nægtede at lade sig døbe. Historikeren Rudolf Simek har observeret, at "det ikke er et tilfælde, at den tidlige vikingeaktivitet skete i Karl den Stores regeringsperiode." Dem som støtter denne teori mener også, at kristendommens indtog i Skandinavien skabte store konflikter og delte Norge i næsten et halvt århundrede. Det første mål for vikingetogterne var dog ikke det frankiske kongerige, men derimod kristne klostre i England, hvilket ikke er helt konsistent med hævn som motiv, men passer med at motivet har været religiøs krigsførelse.
En anden teori går på, at vikingerne oplevede overbefolkning i forhold til den fødevareproduktion, der var mulig i hjemlandet. Dette har muligvis været tilfældet i særligt det vestlige Norge, hvor der kun var få områder egnet til opdyrkning, mens det er mindre sandsynligt, at resten af Skandinavien har oplevet hungersnød som følge af dårlig landbrugsjord.
Andre forskere har forslået, at vikingernes ekspansion var drevet af en overrepræsentation af unge mennesker: siden den ældste søn i familien normalt stod til at arve hele gården, har yngre sønner haft et motiv til at rejse ud for at søge deres egen lykke ved at emigrere eller plyndre. Peter Sawyer har foreslået, at de fleste vikinger emigrerede på grund af den prestige, der var forbundet med at eje land, frem for nødvendigheden af at eje det.
Der er dog ikke blevet påvist en stor befolkningstilvækst, overrepræsentation af unge mennesker eller nedgang i landbrugets potentiale. Det er heller ikke klart, hvorfor disse udfordringer ville have igangsat en ekspansion i udlandet frem for i de store ubeboede områder, der fandtes på den Skandinaviske halvø, selvom emigration eller togter var nemmere eller mere profitable end at rydde store skovområder til landbrug, eller etablere sig i områder med begrænset vækstsæson.
En anden teori går på, at vikingerne har ønsket drengebørn og praktiseret selektiv forplantning, hvilket har skabt en mangel på kvinder, og at vikingernes største motiv for emigration var at skaffe koner, selvom dette ikke beskriver, hvorfor vikingerne valgte at bosætte sig i andre lande frem for at bringe kvinderne med tilbage til Skandinavien.
Det er muligt, at en nedgang i profitten fra de gamle handelsruter har fået vikingerne til at søge nye og mere profitable ruter. Handel mellem Vesteuropa og resten af Eurasien har muligvis lidt efter Romerriget mistede sine vestlige provinser i 400-tallet, og islams ekspansion i 600-tallet har måske reduceret handelsmulighederne i Vesteuropa, ved at ressourcerne er blevet kanaliseret ud langs silkevejen. Handel i Middelhavet var på sit laveste niveau i historien, da vikingerne begyndte deres ekspansion. Deres nye handelsruter skabte nye forbindelser i Arabien og Franken tog kontrol over markeder, der tidligere var domineret af friserne efter frankerne var blevet besejret af den frisiske flåde.

### Bosættelsernes demografi
Vikingernes bosættelser i Irland og Storbritannien antages primært at have bestået af mænd, men der findes dog også grave med en lige fordeling af mænd og kvinder. Årsagen til uenigheden er delvist på grund af klassificeringen; tidligere tiders arkæologer fastlagde typisk kønnet ud fra de gravgaver som lå ved personen, mens man i moderne tid bruger osteologi for at fastslå kønnet, ligesom isotopanalyse for at finde personens oprindelse. DNA-prøver er det normalt ikke muligt at tage, selvom det vil give samme oplysninger. Mænd, der blev begravet i denne periode på en kirkegård på Isle of Man, havde hovedsageligt nordiske navne, mens kvinder havde navne fra lokalområdet. Irske og britiske kvinder bliver nævnt i sagaer fra Island, hvilket indikerer at de opdagelsesrejsende vikinger havde kvinder med fra De Britiske Øer, som enten rejste med dem frivilligt, eller blev tvunget med. Genetikstudier af indbyggerne på de vestlige øer og Isle of Skye viser også, at vikingernes bosættelser hovedsageligt blev etableret af mandlige vikingerne, der fik børn med lokale kvinder for så at befolke området.
Det var dog ikke alle vikingernes bosættelser, som hovedsageligt bestod af mænd. Genetikstudier på Shetlandsøernes befolkning indikerer, at hele familier af vikingerne var normen i disse områder. Dette er muligvis fordi områder som Shetlandsøerne ligger tættere på Skandinavien, var bedre og nemmere for skandinaviske familier at migrere til, mens det var nemmere for grupper af mænd uden familie at lave grænsebosættelser længere mod nord og vest.

## Storbritannien og Irland

### England
Under kong Beorhtric af Wessex (786–802) ankom tre skibe med "nordboere" til Portland Bay i Dorset. Den lokale reeve (en embedsmand) antog, at vikingerne var købmænd og sendte dem videre til det kongelige gods tæt ved, men de dræbte ham og hans mænd. Det første planlagte vikingeangreb fandt sted den 6. januar 793, mod et kloster på øen Lindisfarne, ud for nordøstkysten af Northumbria. Ifølge den angelnormanniske krøniker Symeon af Durham fra 1100-tallet dræbte plyndringsmændene munkene, der boede der, og kastede dem i havet, eller tog dem med som slaver sammen med kirkens rigdomme. Efter at have udstået plyndringstogter i flere årtier flygtede munkene fra Lindisfarne i 875, og de medbragte Sankt Cuthberts relikvier.
Ifølge den angelsaksiske krønike angreb en lille vikingeflåde et rigt kloster ved Jarrow i 794. De mødte en større modstand end de havde forventet, og deres ledere blev dræbt. Vikingerne flygtede, men snart efter gik deres skibe på grund ved Tynemouth og besætningen blev dræbt af de lokale. Dette blev et af de sidste vikingetogter til England i omkring 40 år, og de begyndte i stedet af fokusere på Irland og Skotland.
I 865 sluttede hidtil ukoordinerede vikingegrupper sig sammen for at danne en stor hær, der gik i land i East Anglia. Den angelsaksiske krønike beskriver denne hær som den Store Hedenske Hær og ifølge denne blev den ledet af Ivar Benløs og Halfdan. Hæren krydsede Midland ind i Northumbria, hvor de erobrede Jorvik (York). I 871 fik den Store Hedenske Hær forstærkninger med det som blev kendt som den Store Sommer Hær, hvor Gorm den Gamle var en af lederne. I 875 delte den Store Hedenske Hær sig i to grupper, hvor Gorm ledte den ene tilbage til Wessex, mens Halfdan tog den anden mod nord. I 876 delte Halfdan Northumbrias landområder ud mellem sine mænd, der "pløjede landet og forsynede sig selv"; disse områder er en del af det, som blev kendt som Danelag. De færreste af de engelske kongeriger, hvor der var uro og nogle steder oprør, kunne ikke stille noget op imod vikingerne, men kong Afred af Wessex besejrede Gorms hær under slaget ved Edington i 878. Herefter fulgte freden i Wedmore samme år, og herefter freden mellem Alfred og Gorm i 886. Disse fredsaftaler formaliserede grænserne mellem de engelske kongeriger og vikingeområderne med Danelag, og de indeholdt forordninger for fredelige forhold mellem englænderne og vikingerne. På trods af disse fredsaftaler fortsatte konflikten med at gå op og ned. Alfred og hans efterfølgere formåede dog at skubbe vikingerne tilbage, og de generobrede York.
I år 947 begyndte en ny bølge af vikingetogter i England, da Erik Blodøkse indtog York. Vikingernes tilstedeværelse fortsatte under den danske prins Knud den Store (regerede som konge af England i perioden 1016–1035). Ved hans død medførte en række uoverensstemmelser om, hvem der skulle overtage tronen, at hans arvinger mistede taget om England.
Da kong Edvard Bekenderen døde i 1066 udfordrede den norske kong Harald Hårderåde hans efterfølger Harold Godwinson. Hårderåde blev dræbt, og den norske hær blev besejret af Godwinson den 25. september 1066 under slaget ved Stamford Bridge. Harold Godwinson døde selv, da Vilhelm Erobreren besejrede den engelske hær under slaget ved Hastings i oktober samme år. Vilhelm blev kronet som konge af England den 25. december 1066, men det tog adskillige år inden han fik bragt hele kongeriget under kontrol. I 1070 sejlede den danske kong Svend Estridsen op af floden Humber med en hær for at støtte Edgar Ætheling, der var det sidste overlevende mandlige medlem af den engelske kongefamilie. Efter at have erobret York accepterede Svend dog en betaling fra Vilhelm, mod at han forlod Edgar. Fem år senere satte en af Svends sønner sejl mod England for at støtte et andet engelsk oprør, men det var blevet slået ned inden han ekspedition ankom. I stedet plyndrede de byen York og det omkringliggende område, inden de rejste hjem igen. I 1085 planlagde Svends søn, Knud, en stor invasion mod England, og han samlede en stor flåde, der dog aldrig sejlede afsted. Efter dette oplevede England ingen seriøse invasioner eller plyndringstogter fra Danmark rettet.
Det var dog langt fra alle nordboere der kom til Irland og Storbritannien, som kom for at plyndre. Mange medbragte deres familier og husdyr, ofte efter vikingerne havde erobret områder. Befolkningen blev efterhånden en del af den indfødte indbyggere via giftemål mellem tilflyttere og angelsaksere. Mange ord i det engelske sprog stammer fra norrønt, hvilket viser vigtigheden af denne kontakt.

### Skotland
Klostret ved Iona på vestkysten af Skotland blev plyndret for første gang i 794, og det var blevet forladt omkring 50 år senere som følge af de ødelæggende angreb. Der er kun få kilder om den første periode, men man antager at vikingernes tilstedeværelse i Skotland øgedes i 830'erne.
Øerne nord og vest for Skotland blev særligt koloniseret af norske konger. Shetland, Orkney og Hebriderne kom under norsk kontrol, nogle gange som len under den norske konge, og andre gange som selvstændige stater under forskellige konger af Mann og Øerne, Jarldømmet Orkney og de senere kongeriger i Mann og Øerne. Shetland og Orkney var de sidste, der blev inkorporeret i Skotland, hvilket først skete i 1468.

### Wales
Wales blev ikke koloniseret af vikingerne i samme omfang som det østlige England. Vikingerne bosatte sig dog flere steder i mindre antal i syd omkring St Davids, Haverfordwest og Gower. Stednavne som Skokholm, Skomer og Swansea rester af de nordiske bosættelser. Vikingerne var dog ikke i stand til at etablere en egentlig stat eller kontrollere Wales, som følge af stærke walisiske konger, og modsat i Skotland blev aristokratiet relativt upåvirket.
Ikke desto mindre sluttede briterne fred med danerne efter vikingerne succesfulde alliance med Bretagne i 865, og en walisisk alliance med vikingerne i 878 var med til at besejre den angelsaksiske hær fra Mercia. Selvom waliserne i lang tid havde været i krig med Kongeriget Mercia, var deres forhold til det angelsaksiske kongerige Wessex bedre. Den angelsaksiske krønike fra 893 beskriver eksempelvis at vikingerne blev jagtet langs floden Severn af en samlet styrke af vestsaksere og nordwalisere. Den kombinerede angelsaksiske og walisiske hær formåede til sidst at besejre vikingerne under slaget ved Buttington.
Byen Swansea blev grundlagt af Svend Tveskæg, der var konge over Danmark, og som i 1013 var konge over både danerne, angelsaksere og Norge. Swansea er afledt af det norrøne Sweyns Ey, der betyder "Svends ø". Øen referer til området omkring flodmundingen fra floden Tawe. Gower-halvøen, der ligger ved siden af, har også flere stednavne af nordisk oprindelse (såsom Worm's Head; "worm" er der norrøne ord for drage, da vikingerne troede at den slangeformede ø var en sovende drage). 32 km vest for Cardiff ved Vale of Glamorgan-kysten findes øen Tusker Rock, der tager sit navn fra Tuska, der var en viking, som etablerede en bosættelse i området.

### Cornwall
Ifølge den angelsaksiske krønike plyndrede "hedenske mænd" (daner) Charmouth, Dorset i år 833 og i 997 ødelagde de byen Lydford ved Dartmoor. Fra 1001 til 1003 besatte de den gamle romerske by Exeter.
Befolkningen i Cornwall blev underkastet kong Adalstein af England i 936 og grænsen blev lagt ved floden Tamar. Området var dog fortsat semi-autonomt indtil de blev annekteret ind i England efter den normanniske erobring.

### Irland
Vikingerne udførte omfattende plyndringstogter i Irland og grundlagde mange byer, inklusive Dublin, Limerick, Wexford, Waterford, Wicklow, Arklow og Leixlip. Litteratur, håndværk og kunst i Irland og Storbritannien er påvirket af den skandinaviske kultur. Vikingerne handlede på irske markeder i Dublin. Ved arkæologiske udgravninger har man fundet importerede tekstiler fra England, Byzans, Person og Centralasien. Dublin blev så overbefolket, at man i 1000-tallet begyndte at bygge huse uden for bymurene.
Vikingerne plyndrede klostre på Irlands vestkyst i 795, og de spredte sig herefter for at dække resten af kystlinjen. Den nordlige og østlige del af øen blev hårdest ramt. I løbet af de første 40 år blev vikingetogterne udført af små, mobile grupper. Fra 830 og fremefter bestod disse af større flåder af vikingeskibe. Fra 840 og fremefter begyndte vikingerne at etablere permanente baser langs kysterne. Dublin var den vigtigste af disse bosættelser. Irlænderne blev vænnet til vikingernes tilstedeværelse og kultur, og i nogle tilfælde blev de allierede og giftede sig på tværs.
I 832 invaderede en vikingeflåde på omkring 120 skibe ledet af Turgesius kongerigerne på Irlands nord- og østkyst. Nogle mener at det store antal hænger sammen med de skandinaviske lederes ønske om at kontrollere de indbringende plyndringstogter på Irlands vestkyst. I midten af 830'erne begyndte togterne at gå længere ind i landet. Floderne og vikingernes fladbundede skibe gjorde dette muligt. Efter 840 havde vikingerne adskillige strategisk placerede baser rundt omkring i Irland.
I 838 sejlede en vikingeflåde op af floden Liffey i det østlige Irland. Den blev sandsynligvis ledet af høvding Saxolb (Soxulfr), der blev dræbt senere samme år. De etablerede en base, som irerne kaldte longphorts. Denne longphort blev senere til Dublin. Irerne levede med vikingernes tropper i omkring 40 år. De etablerede også Cork, Limerick, Waterford, og Wexford. vikingerne blev drevet ud af Irland i en kort periode omkring år 900, men vendte tilbage til Waterford i 914 for at grundlægge, hvad der blev Irlands første by. Andre longphorts blev snart efter genbeboet og udviklede sig til byer.
Det sidste store slag, der involverede vikingerne i Irland var slaget ved Clontarf i 1014, hvor en stor styrke af vikingerne fra flere områder og deres irske allierede kæmpede mod Brian Boru, der var den daværende High King over Irland. Blandt hans folk var en mindre gruppe vikinger, som var afhoppere. Slaget stod i Clontarf, som i dag er en forstad til Dublin, på langfredag dette år. Boru havde tilladt vikingekongen af Dublin, Sigtrygg Silkeskæg, et helt år til at forberede sig på angrebet. Silkeskæg svarede igen ved at tilbyde flere forskellige vikingehøvdinger fra Skandinavien, Irland og England at blive gift med hans mor. Den voldsomme kamp mellem vikingerne og gællerne endte med at nederlag for vikingerne og deres irske allierede. På begge sider blev der ført beretninger om slaget, og derfor var der mange berømte krigere, som søgt hinanden på slagmarken for at få personlig hæder og ære. High king Brian, der næsten var 80 år, deltog ikke i slaget, men trak sig tilbage til sit telt og brugte dagen på at bede. Vikingerne Brodir af Man tog chancen og angreb Brians telt, da de så ham gå fra slagmarken. Han og hans følgere overraskede kongen og dræbte Brian inden de blev fanget. Brians fostersøn Wolf the Quarrelsome fandt senere Brodir og flåede hans indvolde ud, ved at lade Brodir gå omkring et træ, med tarmen spændt fast til, så han langsomt flåede dem ud. Kampene foregik over det meste af dagen, men til sidst lykkedes det irerne at tvinge vikingerne tilbage til havet. Mange af de flygtende vikinger druknede i brændingen, fordi de bar tunge ringbrynjer; andre blev forfulgt og dræbt længere inde i landet. Med slaget mistede vikingerne endeligt deres herredømme i Irland, selvom mange nordboere fortsat bosatte sig i byer og tjente mange penge på handel. Med Brians død vendte Irland tilbage til at være et ustabilt kongerige i flere regioner, men de blev ikke længere udsat for plyndringer fra vikingerne.

## Europa og Asien

### Normandiet
Navnet Normandiet stammer fra vikingerne, som boede der. Efter de bosatte sig blev det kendt som "Northmania" eller "Norboerne lands".
Vikingernes tilstedeværelse i Normandiet begyndte som plyndringstogter i det frankiske rige fra midten af 800-tallet. Vikingetogterne gik dybt ind i det frankiske territorie, og de ødelagde mange byer som bl.a. Rouen, Paris og klostret ved Jumieges. Den frankiske kong Karl den Skaldede og den senere Karl den Enfoldige formåede ikke at stoppe dem, og de blev derfor nødt til at betale store summer i guld og sølv, for at undgå yderligere plyndringer. Disse betalinger var kortlivede, for de danske vikingerne vendte tilbage for at få mere.
Hertugdømmet Normandiet blev oprettet til vikingelederen Rollo efter han havde belejret Paris. I 911 blev Rollo vasal for Karl den Simple, konge over Vestfranken via freden ved Saint-Clair-sur-Epte. Denne fredsaftale gjorde Rollo til den første normanniske greve af Rouen. Derudover blev Rollo døbt og gift med Gisele, der var den uægte datter af kong Karl. Til gengæld for at skulle erklære troskab til kongen fik han lovliggjort de erobringer han og hans vikinger havde foretaget i området, således at kongen anerkendt dem som hans.
Efterkommere af Rollo og hans folk adopterede det lokale Gallo-Romanske sprog og giftede sig med de oprindelige indbyggere. De blev kendt som normannere - en normannisk fransk-talende blanding af skandinaver og indfødte frankere og gallere. Sproget i Normandiet er stærkt påvirket af den danske indflydelse, og mange ord, særligt inden for søfart, blev lånt fra oldnordisk eller olddansk. Udover sproget, så har de normanniske stednavne fortsat en stærk nordisk indflydelse. Ikke desto mindre er der kun blevet fundet få arkæologiske levn; sværd fundet i Seinen mellem flodmundingen og Rouen, en grav med en kvindelig viking ved Pîtres og to thorshamre ved Saint-Pierre-de-Varengeville og i nyere tid en samling vikingemønter ved Saint-Pierre-des-Fleurs.
Rollos efterkommer Vilhelm, hertug af Normandiet (Vilhelm Erobreren) blev konge af England efter han besejrede Harold Godwinson og hans hær under slaget ved Hastings i oktober 1066. Som konge af England beholdt han lenet Normandiet til sig selv og sine efterkommere. Kongerne af England krævede Normandiet ligesom deres andre landområder i Frankrig, hvilket ledte til forskellige konflikter med Frankrig. Dette kulminerede da Frankrig konfiskerede Gascogne, hvilket igangsatte hundredårskrigen i 1337.

### Vestfranken og Mellemfranken
Vestfranken og Mellemfranken led voldsommere end end Østfranken under vikingetogterne i 800-tallet. Karl den Skaldede styre lå samtidig med nogle af de voldsomste af disse plyndringer, selvom han forsøgte at gøre noget ved det med Pistres-ediktet i 864 for at sikre en stående hær med kavaleri under kongelig kontrol, der til enhver tid kunne indkaldes, for at slå invasioner tilbage. Han beordrede også at få befæstet flere broer, for at forhindre plyndringer inde i landet.
Ikke desto mindre allierede bretonerne sig med vikingerne og Robert den Stærke, der var markgreve af Neustrien (et markgrevskab der var blevet oprettet som forsvar mod vikinger der sejlede op ad Loire), og Ranulf af Aquitaine døde under slaget ved Brissarthe i 865. Vikingerne drog også fordel af de borgerkrige, der foregik i hertugdømmet Aquitaine i begyndelsen af Karls regeringstid, i 840'erne tilkaldte Pepin 2. vikingerne for at hjælpe ham mod Karl, og de bosatte sig ved udmundingen af Garonne, ligesom de havde gjort ved Loire. To hertuger af Gascogne, Seguin 2. og William 1., døde mens de forsvarede Bordeaux vikingeangreb. En senere hertug, Sancho Mitarra, bosatte sig sågar ved udmundingen af Adour nær Bayonne, hvilket var et forvarsel for Karl den Enfoldige og freden ved Saint-Clair-sur-Epte, hvor vikingerne havde bosat sig i Rouen, hvilket gjorde Normandiet til et bolværk mod andre vikinger.
I 800- og 900-tallet plyndrede vikingerne de meget ubeskyttede frisiske og frankiske byer ud til kysten og langs floderne i Nederlandene. Selvom vikingerne aldrig bosatte sig i større antal i disse områder, etablerede de alligevel flere langsigtede baser, og de blev sågar anerkendt som herremænd i flere tilfælde. De opsatte baser i Saint-Florent-le-Vieil ved udmundingen af Loire, i Taillebourg midt på Charente, omkring Bayonne på Adours bred, i Noirmoutier og langs Seinen (Rouen) i det som blev kendt som Normandiet.
Antwerpen blev plyndret i 836. Senere var der plyndringstogter til Ghent, Kortrijk, Tournai, Leuven om områderne omkring floderne Meuse, Rhinen, Rupel og bifloderne omkring dem. Plyndringerne blev udført fra baser, der var blevet etableret i Asselt, Walcheren, Wieringen og Elterberg (eller Eltenberg, en lille bakke nær Elten). Ifølge den historiske tradition i Holland og Frisen gik handelsstedet Dorestad under efter vikingetogter fra 834-863. Der er dog ikke blevet fundet nogle arkæologiske beviser for dette, hvilket i de seneste år har sået tvivl om dette er sandt.
En af de vigtigste vikingefamilier i Nederlandene var Rorik af Dorestad (uden for Wieringen) og hans broder Harald (uden for Walcheren). Omkring år 850 anerkendte Lothair 1. Rorik som hersker over det meste af Friesland. Igen i 870 blev Rorik modtaget af Karl den Skaldede i Nijmegen, fordi Rorik var blevet den frankiske konges vasal. Vikingtogterne fortsatte i denne periode. Haralds søn Rodulf og hans mænd blev dræbt af indbyggerne i Oostergo i 873. Rorik døde inden 882.
Der er blevet fundet flere begravede vikingeskatte, hovedsageligt bestående af sølv, i Nederlandene. To af disse skatte er blevet fundet i Wieringen. En stor skat blev fundet Wieringen i 1996, og den er dateret til omkring år 850 og antages at være forbundet til Rorik. En begravet skat af en så stor værdi er blevet tolket som, at der har været permanente bosættelser i Wieringen.
Omkring 879 ankom Godfrid til Frisen som leder for en stor styrke, der terroriserede Nederlandene. Han brugt Ghent som base, og plyndrede både her samt i Maastricht, Liège, Stavelot, Prüm, Køln og Koblenz. Fra 882 og frem til sin død i 885 kontrollerede han de meste af Frisen, og Godfrid blev kendt som Godfrid, hertug af Frisen. Hans
herredømme over Frisen blev anerkendt af Karl den Tykke, som han blev vasal for. Under belejringen af Asselt i Frisen i 882 angreb og belejrede frankere en vikingelejr. Selvom vikingerne ikke blev tvunget til at forlade deres lejr, var de nødsaget til at indgå et forlig, hvor deres leder Godfrid blev omvendt til kristendommen. Godfrid blev myrdet i 885, hvorefter Gerolf af Holland overtog hans landområder, og vikingestyret i Frisen endte.
Vikingetogter i Nederlandene fortsatte i over et århundrede. rester af vikingeangreb fra perioden 880-890 er blevet fundet i både Zutphen og Deventer. De sidste dokumenterede angreb fandt sted i Tiel i 1006 og Utrecht i 1007.

### Italien
Ifølge den normanniske munk Dudo af Saint-Quentin ankom en vikingeflåde, sandsynligvis ledet af Bjørn Jernside og Hastein, til havnebyen Luni og plyndrede byen. De rejste derefter 100 km sydpå langs den toscanske kyst til udmundingen af floden Arno, hvor de plyndrede Pisa for så at sejle op ad floden til byerne Fiesole og Firenze som de også plyndrede. De sejlede også til andre steder i Middelhavet, inklusive Sicilien og Nordafrika.
Mange norboere kæmpede som lejesoldater i det sydlige Italien, inklusive væringer, der blevet ledet af Harald Hårderåde, som senere blev konge af Norge. Han erobrede også Sicilien mellem 1038 og 1040 med hjælp fra normanniske lejesoldater under William de Hauteville, der fik tilnavnet "Jernarm" ved at besejre emiren af Syracuse i duel og et lombardisk kontingent soldater under Arduin.
Væringerne blev først brugt som lejesoldater i Italien mod arabere i 936. Runesten blev rejst i Sverige til minde om de krigere, der døde i Langbarðaland (Lombardernes Land), det norrøne navn for det sydlige Italien.
Senere deltog adskillige angeldanske og norske adelsfolk i den normanniske erobring af Syditalien, ligesom Edgar Ætheling, som forlod England i 1086, og jarl Erling Skakke, som fik sit tilnavn efter et slag mod araberne på Sicilien. Mange angeldanske oprøre flygtede fra Vilhelm Erobreren, og sluttede sig til Byzants i deres kamp med Robert Guiscard, hertug af Apulia, i Syditalien.
Snorre Sturlasons Heimskringla fortæller at kong Sigurd 1. af Norge aka "Korsfareren" og hele hans følge af vikinger ankom til Sicilien (Sikileyjar) i foråret 1109. De blev budt velkommen af den unge hertug Roger 2. af Hauteville i hans slot i Palermo. Den norske konge opholdt sig længe ved Rogers hof i Palermo. Ved denne lejlighed udråbte Sigurd Roger til konge af Sicilien. Således var tilblivelsen af Kongeriget Sicilien influeret af de skandinaviske dynastier. Omkring 20 år senere blev Roger 2. igen udråbt og udråbt som konge, med grundlæggelsen af Kongeriget Sicilien i 1130, og samme år døde Sigurd. 

### Den Iberiske Halvø

#### Galicien
I midten af 800-tallet, og tilsyneladende ikke før var der flere vikingeangreb langs Kongeriget Galiciens kyster i den nordvestlige ende af halvøen, selvom historiske kilder kun har sparsomme oplysninger om, hvor ofte det har sket, og hvor tidligt plyndringerne foregik. Under Alfonso 3.s styre hærgede vikingerne de allerede svage forbindelse på havene, der forbandt Galicien med resten af Europa. Fletcher nævner togter på Galiciens kyster i 844 og 858: "Alfonso 3. var tilstrækkeligt bekymret om truslen for vikingeangreb til at han etablerede fæstninger nær hans kystlinje, som andre herskere gjorde andetsted." Det første bekræftede angreb på Iberien blev udført i 844. I 861 fik vikingerne udbetalt en løsesum for García Íñiguez, konge af Pamplona, som de havde fanget året inden, på 60.000 guldstykker.
Plyndringstogterne fortsatte i de næste to århundreder. I 968 blev biskop Sisnando Menéndez af Compostela dræbt, klostret ved Curtis blev ødelagt og der blev foretaget foranstaltninger for at forsvare byen Lugo, der lå inde i landet. Efter Tui blev ødelagt tidligt i 1000-tallet stod bispesædet tomt i næsten et halvt århundrede. Løsesum var motivet for flere kidnapninger. Fletcher skriver om Amarelo Mestáliz, der blev tvunget til at skaffe penge i hans land for at løskøbe sine døtre, der var blevet kidnappet af vikinger i 1015. Biskop Cresconio af Compostela (ca. 1036 – 66) garderede sig mod vikingernes plyndringstogter ved at bygge en fæstning ved Torres do Oeste (Catoiras Råd) for at beskytte Compostela for angreb fra Atlanterhavet.

#### Islamisk Iberien
Mens forbindelserne mellem Norden og den islamiske verden (særligt omkring det Kaspiske Hav) var veletableret i form af rus-folket lang Volga, så var relationerne i den vestlige ende af den islamiske verden mere sporadisk og tilfældige. Islamisk Iberien, Córdoba Emirats første flåde blev bygget efter et ydmygende vikingeangreb ved Guadalquivir i 844, hvor de ødelagde Sevilla. Ikke desto mindre sejlede danske pirater i 859 igennem Gibraltarstrædet og plyndrede det lille marokkanske kongerige Nekor. Kongens harem blev kidnappet, og det måtte blive løskøbt af emiren af Córdoba. Angreb og plyndringer som disse igangsatte et stort skibsbyggeri i havnen i Sevilla. Den andalusiske flåde blev herefter sat til at patruljere den iberiske kystlinje under kalifferne Abd-ar-Rahman III (912–961) og Al-Hakam II (961–976). Córdoba var for tungt befæstet til at blive betragtet som et mål for alle undtagen de mest ambitiøse vikinger. I det næste århundrede overtog pirater fra Nordafrika vikingernes plyndringer.
I 844 angreb vikingerne Al-Andalus, der var det administrative område på den Iberiske Halvø, som blev styret af muslimer. De ødelagde Lissabon, Cádiz og Medina Sidonia, og de erobrede Sevilla. Muslimerne gik dog til modangreb og besejrede vikingerne, hvorved de genindtog Sevilla, og drev vikingerne på flugt. De lavede flere angreb på Al-Andalus, men muslimerne kæmpede effektivt tilbage og drev dem bort.
Vikingerne trak sig tilbage og i de næste uger plyndrede de Lissabon, før de sejlede op ad floden Guadalquivir og besatte Sevilla, som de holdt i 42 dage. De Blå Mænd (araberne) besejrede (efter sigende op mod 16.000) ved Moron og vikingerne forlod Sevilla. Før de rejste fik de udbetalt løsesum for deres gidsler, og tog kun tøj og mad.
Udover vikingetogterne i den islamiske del af Middelhavet, blev der også opretholde diplomatiske forhold mellem vikingerne (som omtales som "Madjus" i arabiske kilder) og den arabiske verden. Den arabiske diplomat Al-Ghazal ("Gazellen") blev sendt til den danske kong Hareks hof ved Hleiðra i 844 (omtalt i Ibn-Dihya
) for at slutte fred med danerne oven på deres nederlag ved Sevilla. Kilderne nævner at han var tilbage i Córdoba 20 måneder senere. Et århundrede senere vides det, at den arabiske købmand Abraham ben Jacob (også kendt som Al-Tartushi) rejste til vikingehandelsbyen Hedeby i Slesvig.
I 860 angreb en flåde på 62 skibe ledet af Hastein og Bjørn Jernside. Galicien (det nordvestlige Spanien), de portugisiske kyster og Sevilla. Flåden sejlede derefter videre sydpå til Afrika, hvor de plyndrede Nekor. De vendte tilbage til den Iberiske Halvø, og stoppede på De Baleariske Øer, og angreb Pamplona efter at have krydset floden Ebru og taget kongen af Navarra, García Íñiguez, til fange. Han betalte en løsesum for at blive løsladt.
I 966 blev Lissabon igen plyndret af nordboerne, denne gang med en flåde på 28 skibe.
Et andet stort felttog fandt sted i 968, hvor den normanniske jarl Gundraed angreb med 100 skibe og 8.000 krigere. De strejfede frit i årevis og plyndrede sågar Santiago de Compostela, men de blev endeligt besejret af grev Gonzalo Sanchez' tropper i 971.

### Islamisk Levant
Den velkendte Harald Hårderåde tjente også den byzantinske kejser i Palæstina, og han var på plyndringstogter i Nordafrika, Mellemøsten, og så langt øst som Armenien, og han var på øen Sicilien i 1000-tallet, som det er beskrevet i Snorri Sturlusons Heimskringla.
Flere steder i Skandinavien findes runesten, der er rejst af familiemedlemmer til vikinger, der er faldet på Den Arabiske Halvø og Centralasien. Flere af disse referer til mænd der døde i Serkland (Arabien).
Nordboerne (refereret til som Rus) i det østlige Middelhav, blev mere set på som "kriger-købmænd", som hovedsageligt blev associeret med handel. Særligt arabiske lærde som Ibn-Fadlan beskriver nordiske handelsekspeditioner til Bagdad, der var et stort handelscentrum i den islamiske verden. En af de eneste detaljerede beskrivelse af en vikingebegravelse findes i Ibn-Fadlans beretninger. Nogle gange brød handelsforbindelserne sammen, og blev erstattet med vold - Rus-hære plyndrede det Kaspiske Hav mindst tre gang; i 910, 912 og 943.

### Østeuropa
Vikingerne bosatte sig på kystområder langs Østersøen og langs floder i de russiske områder som Staraja Ladoga, Novgorod samt langs de store vandveje til Det Byzantinske Rige.
Væringerne var skandinaver, der drog ind i det område, der i dag er Rusland, Hviderusland og Ukraine. Det foregik primært i 800- og 900-tallet. De handlede, koloniserede, plyndrede og var beskæftiget som lejetropper. De strejfede omkring på flodsystemerne i Gardarige, og etablerede bosættelser ved Det Kaspiske Hav og Konstantinopel.
Væringernes helt store indryk kom, da slaviske stammer i området bad dem om at komme for at etablere orden, da disse stammer konstant var involveret i interne krige ("Vores land er rigt og stort, men styres af uorden. Kom og styr os og hersk over os."). Stammerne blev forenet og styret under Rurik af Novgorods ledelse, som før havde været leder for en gruppe væringer. Rurik havde etableret handelsbyer og -poster langs floderne Volga og Dnieper, som var velegnede til handel med Det Byzantinske Rige. Ruriks efterfølgere formåede at erobre og forene byer langs de to floders bredder, og de grundlagde Kijevriget. På trods af forskellighederne mellem væringene og de slaviske stammer i begyndelsen af 900-tallet, så begyndte væringene at integrere sig i det lokale samfund, og ved udgangen af 1200-tallet var det nye folk, Russerne, opstået.

#### Vikinger i Georgien
På trods af at ligge flere tusinde kilometer fra hinanden så havde middelalderlig Georgien og Skandinavien en fælles forbindelse. Omkring 1036 kom væringerne til en landsby nær Bashi ved floden Rioni for at etablere en permanent vikingebosættelse i Georgien.
Den georgiske krønike Kartlis Tskhovreba beskriver dem som omkring 3.000 mand, der havde rejst fra Skandinavien igennem det nuværende Rusland, hvor de havde roet ned ad floden Dnjepr og tværs over Det Sorte Hav. Kong Bagrat 4. tog imod dem, og accepterede nogle af dem som en del af landets hær. Adskillige hundrede vikinger kæmpede på Bagrats side under slaget ved Sasireti i 1047.
Andre vikinger fortsatte vestpå, hvorefter de forsvandt. Svenske forskere har for nylig foreslået en teori om, at den georgiske krønike omhandler den svenske vikingekspedition, der blev ledet af høvding Ingvar den vidfarne, som nævnes på flere runesten i Midtsverige.

## Nordatlanten

### Island
Island blev opdaget af Naddoddur, der var en af de første bosættere på Færøerne, som sejlede fra Norge til Færøerne og undervejs for vild og drev til Islands østkyst. Naddodd kaldte landet for Snæland (Sneland). Den svenske sømand Garðar Svavarsson drev ligeledes ved en tilfældighed til Islands kyst, og han fandt ud af, at det var en ø, som han navngav Garðarshólmi (bogstavelig talt Garðars Ø) og han blev der vinteren over i Húsavík. De første skandinaver, der med vilje sejlede til Garðarshólmi var Flóki Vilgerðarson, der også var kendt som Hrafna-Flóki (Ravne-Flóki). Flóki overvintrede ved Barðaströnd. Det var en kold vinter, og da han så noget drivis i fjordene gav han øen dens nuværende navn Ísland.
Egentlige permanente bosættelser på Island kom omkring 870. Den første person, som bosatte sig fast på øen, har ofte været angivet som en norsk høvding ved navn Ingólfr Arnarson. Ifølge historien kastede han to udskårne træsøjle overbord, da han kom tæt på land, og svor at han ville slå sig ned, hvor de drev i land. Han sejlede herefter langs kysten indtil de blev fundet på den sydvestlige halvø, der i dag hedder Reykjanesskagi. Her slog han sig ned med sin familie omkring 874, på et sted han kaldte Reykjavík (Bugt med Røg) da geotermisk damp kom fra jorden. I dag ved man dog at han ikke nødvendigvis var den første med en fast bosættelse på øen, idet Náttfari, der var en af Gardar Svavarssons slaver, blev tilbage på Island, da hans herre rejste tilbage til Skandinavien.

### Grønland
I året 985 mener man at Erik den Røde opdagede Grønland efter han var sendt bort fra Island, for et mord begået i 982. Tre år senere, i 986, vente Erik den Røde tilbage fra Island til Grønland med 14 vikingeskibe (de tilbageværende ud af de 25 han medbragte på ekspeditionen). To områder langs Grønlands sydvestkyst blev koloniseret af nordboerne, inklusive Erik den Røde, omkring 986.
Landet var i bedste fald marginalt egnet til det nordiske landbrug. Bosætterne ankom i en varm periode, hvor afgrøder med en kort vækstsæson som rug og byg kunne dyrkes. De havde også får og kvæg til at få mad, uld og skind fra. Deres primære eksport var hvalrostænder, som kunne blive handlet for jern og andre materialer, som de ikke kunne producere lokalt. Grønland blev uafhængig af Norges konge i 1261. I 1200-tallet har befolkningen måske været helt oppe på 5.000 personer, der var delt mellem de to primære bosættelser Eystribygð (Østbygden) og Vestribygð (Vesterbygden). De bestod af omkring 250 gårde, der var delt op i omkring 14 småsamfund, der havde tilknyttet 14 kirker, hvoraf én var katedralen ved Gardar. Den katolske biskop i Grønland lå under ærkebiskoppen i Nidaros. Mange biskopper valgte dog at udføre deres hverv på afstand, og var således ikke bosat på Grønland. Årene gik og klimaet skiftede (se den lille istid), og i 1379 blev den nordligste bosættelse angrebet af skrælinger (norrønt for inuit). Høsten fejlede og handlen faldt, og den grønlandske koloni forsvandt gradvist. I 1450 havde den mistet kontakten med Norge og Island, og al omtale af den forsvandt, bortsat fra i nogle få skandinaviske legender.

### Nordamerika
Et norsk skibskaptajn ved navn Bjarni Herjólfsson stødte første gang på det nordamerikanske kontinent i 985, da han blev blæst ud af kurs på en tur fra Grønland til Island. Efterfølgende ekspeditioner fra Grønland (hvoraf nogle blev ledet af Leif den Lykkelige) udforskede området mod vest, i søgen efter større tømmer til at bygge med. Grønland havde kun små træer og buske, og tømmer var derfor en mangelvare her. Regelmæssig aktivitet fra Grønland gik til Ellesmere Island, Skraeling Island og Ruin Island for jagt og for handel med inuitter. En kortlevet sommerbosættelse blev etableret ved L'Anse aux Meadows, som ligger på den nordligste del af Newfoundland i det nuværende Canada. Siden 2012 er der blevet opdaget yderligere fem potentielle bosættelser fra Tanfield Valley i nord til Point Rosee i syd.
Grønlænderne kaldte det nyopdagede område for Vinland. Det er uvist om Vinland referer til den traditionelle opfattelse om at det bogstavelig talt er Vínland (vinets land), eller om det er en mere moderne tolkning Vinland (eng- eller græsområdeland). Under alle omstændigheder så fejlede nordiske bosættelser på dette kontinent, idet der ikke var nogen overordnet strategi og støtte fra Skandinavien. Der var for mange indfødte til at grønlænderne kunne erobre og fastholde områder, og de trak sig derfor tilbage til Grønland.

### Svalbard
Vikingerne opdagede muligvis Svalbard allerede i 1100-tallet. Ifølge nordiske kilder fandt man et land kendt som Svalbarð, der bogstavelig talt betyder "kolde kyster". Dette kan dog også have været Jan Mayen, eller den østlige del af Grønland. Hollænderen Willem Barents foretog den første opdagelse af Svalbard, der med sikkerhed kan dokumenteres, i 1596.

## Genetiske spor
Studier af genetisk diversitet har givet videnskabelige beviser, der bekræfter de arkæologiske fund fra vikingernes ekspansion. De har derudover givet information om mønstre i forfædre, der indikerer nye migrationer, og viser individuel bevægelse blandt forskelligartede områder. Forsøg på at fastlægge en historisk befolkningsgenetik er dog uhyre vanskeligt, da mange spor er forsvundet ved efterfølgende migrationer og demografiske udsving. Særligt hurtige migrationer i 1900-tallet har gjort det vanskeligt at fastslå hvilken tidligere genetik der har været dominerende i visse områder.
Genetisk beviser har modbevist flere almindelige opfattelser af vikingerne som primært plyndringsfolk. Et nyere forskningsstudie af Roger Highfield opsummerer moderne forskning og konkluderer at både mandlige og kvindelige genmarkører findes i flere områder, hvilket tyder på, at vikingerne i lige så høj grad koloniserede fremfor at plyndre og besætte. Dette stemmer dog ikke helt overens med uens fordelinger af mandlige og kvindelige haplotyper (se nedenfor), der indikerer at flere mænd end kvinder bosatte sig, hvilket er et tegn på en besættende population.

### Mitokondria og Y-kromosom Haplotyper
Y-kromosom haplotyper tjener som markører for forfædre på mandlig side på samme vis som mDNA repræsenterer de mødrenes. Tilsammen giver de to metoder en mulighed for at spore folks genetiske historie og kortlægge de historiske migrationer blandt mænd og kvinder.
Islændinge bliver ofte betragtet som at have "reneste" nordiske gener, og de kan spore 75-80 % af deres gener til Skandinavien, og 20-25 % til Skotland og Irland. På mødrenes side stammer kun omkring 37 % fra Skandinavien, mens 68 % stammer fra Skotland og Irland. Island har også de mest veldokumenterede stamtræer, som i mange tilfælde går 15 generationer og omkring 300 år tilbage. Dette suppleres af en af de største genetiske optegnelser der er blevet indsamlet af deCODE genetics. Tilsammen giver disse to databaser et godt historisk indblik i den skandinaviske genetik, selvom generne på Island er blandet med nordisk-britisk migration.

#### Almindelige Y-Haplogrupper
Haplogruppe I1 er den mest almindelige haplotype blandt skandinaviske mænd. Den findes i 35 % af mænd i Danmark, Norge og Sverige, samt 40 % af mænd i det vestlige Finland. den er også fremherskende hos befolkningen langs Østersøen og Nordsøen, men bliver mindre almindelig længere sydpå.
Haplogruppe R1b er en anden meget almindelig haplotype i hele Vesteuropa. Den er dog ikke nogen direkte forbindelse mellem vikingerne og deres ekspansion. Der er indikationer på en mutation, R-L165, der muligvis er bragt til Storbritannien af vikingerne, men beviserne er ikke endegyldige.

#### C1
The mitokondrilelt C1 haplotype er hovedsageligt en asiatisk-amerikansk, der udviklede sig umiddelbart inden migrationern over Beringstrædet. Denne kvindelige haplotype er dog blevet fundet i flere islandske eksempler. Mens man oprindeligt troede at det kom fra en immigrant fra 1900-tallet, har mere komplette analyser vist, at denne haplotype har været på Island i mindst 300 år, og er særegnet for andre C1-linjer. Dette tyder på, at disse gener kan stamme fra personer, der er rejst mellem Island, Grønland og Vinland.

#### Navn og Y-Haplotype
Der er forskning som tyder på, at Y-Haplotyper i kombination med historien for visse efternavne kan give en god repræsentation af historiske befolkninger og deres bevægelsesmønstre, der giver en bedre repræsentation af dette, idet det forhindrer at mere moderne migrationer skjuler vandringerne.

### Cys282Tyr
Cys282Tyr (eller C282Y) er en mutation af HFE genet der er blevet linket med de fleste tilfælde af hereditary hemochromatosis. Genetiske teknikker indikerer at denne mutation er sket for mellem 60 og 70 generationer siden, hvilket er mellem år 600-800, med en antagelse om at generationerne har en længde på 20 år. Den regionale fordeling af denne mutation blandt europæiske populationer indikerer at den stammer fra det sydlige Skandinavien, og har spredt sig med vikingernes ekspansion. Som følge af fremkomsten af denne mutation og de efterfølgende befolkningsbevægelser, er C282Y meget prominent i Storbritannien, Normandiet og det sydlige Skandinavien, selvom C282Y er blevet fundet i næsten alle de befolkninger, som har haft kontakt med vikingerne.